# Ловењо (Империја)
Ловењо је насеље у Италији у округу Империја, региону Лигурија.
Према процени из 2011. у насељу је живело 6 становника. Насеље се налази на надморској висини од 707 м.